# Список екофеміністичних авторів
Алфавітний перелік письменниць, поеток, драматургинь, коміксисток та інших людей, чия діяльність пов'язана з екофемінізмом, який Ви можете доповнювати.

## Галерея
Вибрані екофеміністські авторки в порядку року народження. 

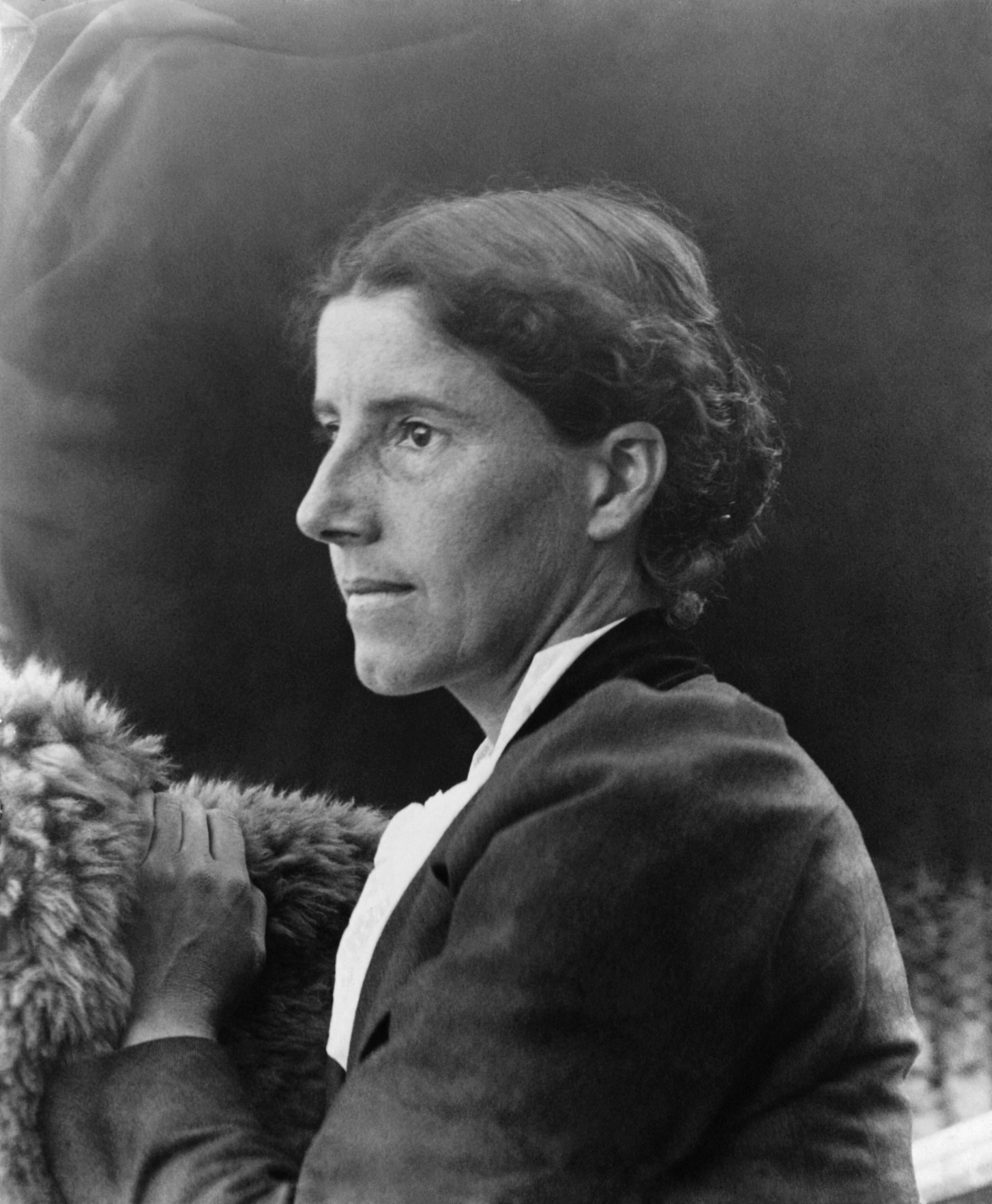
Шарлотта Перкінс Гілман (1860-1935)
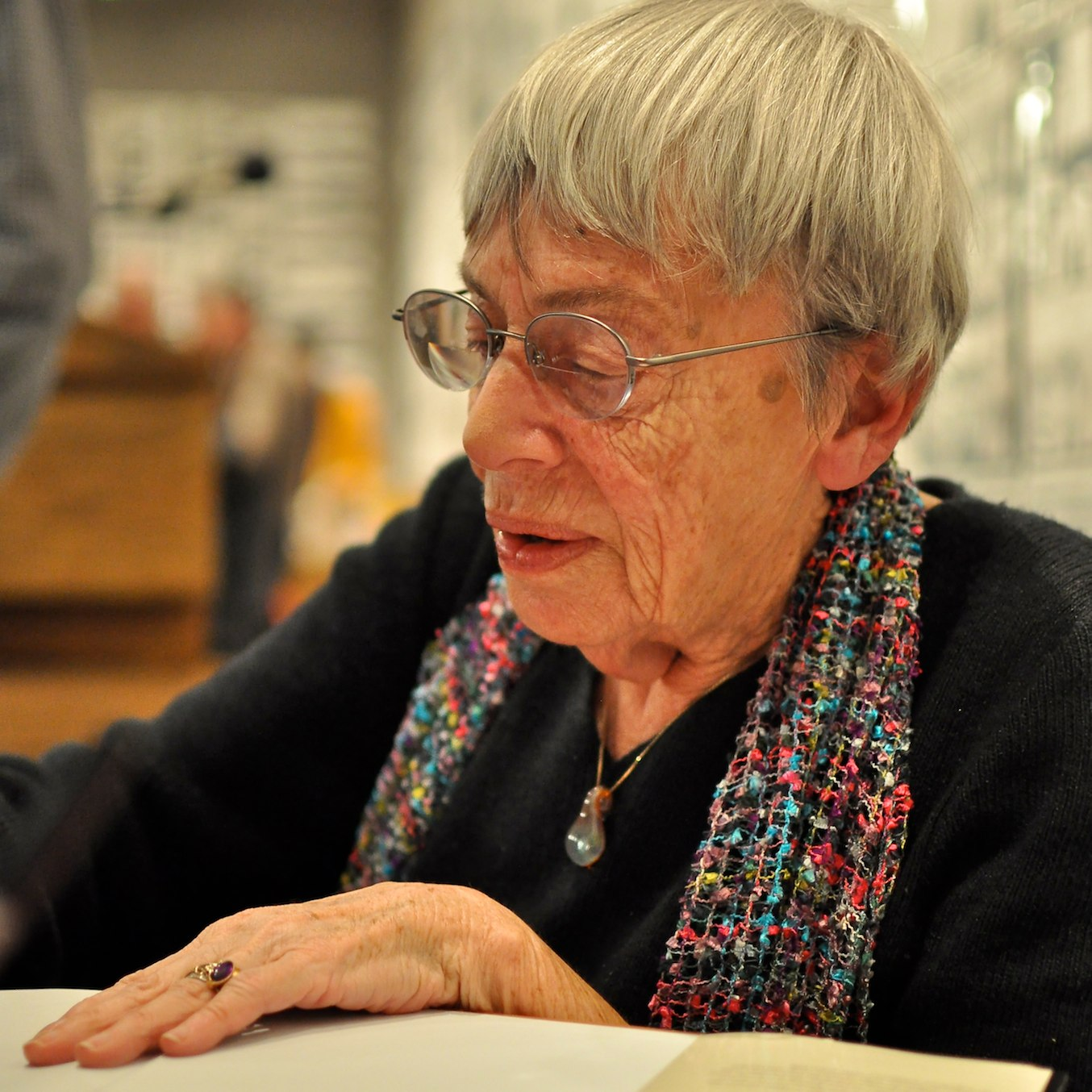
Урсула Ле Гуїн (1929–2018)
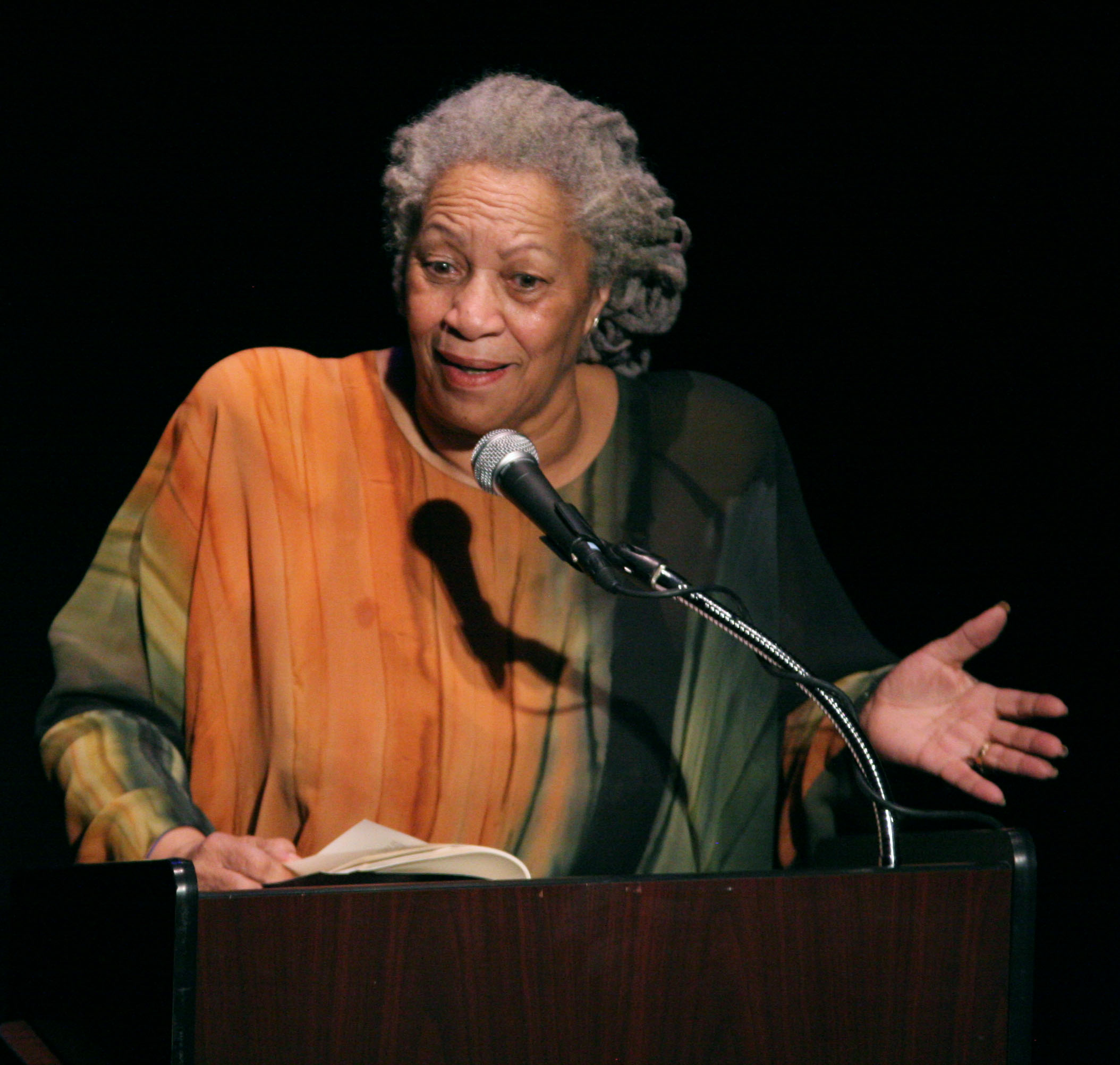
Тоні Моррісон (нар. 1937)
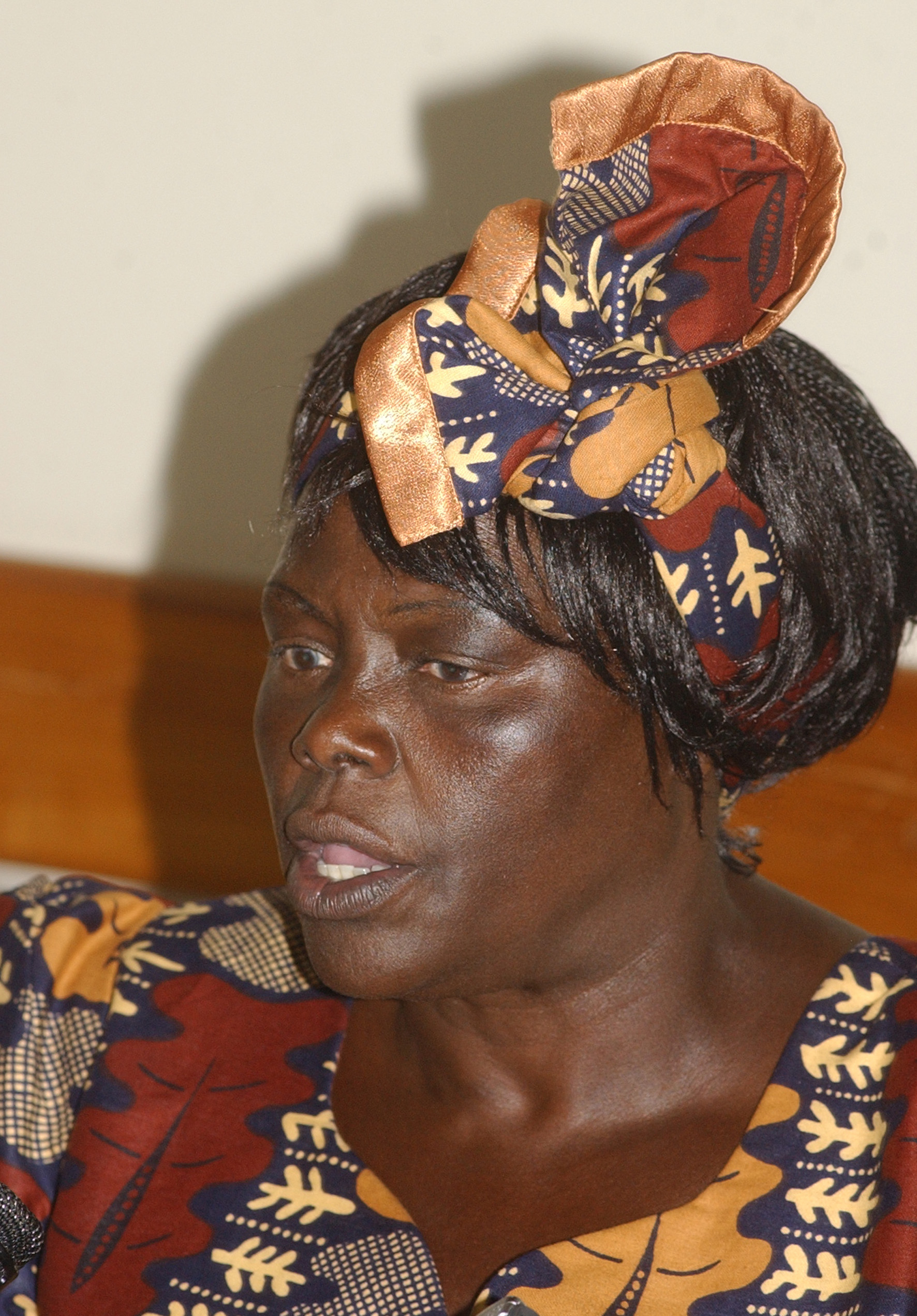
Вангарі Маатаї (1940-2011)
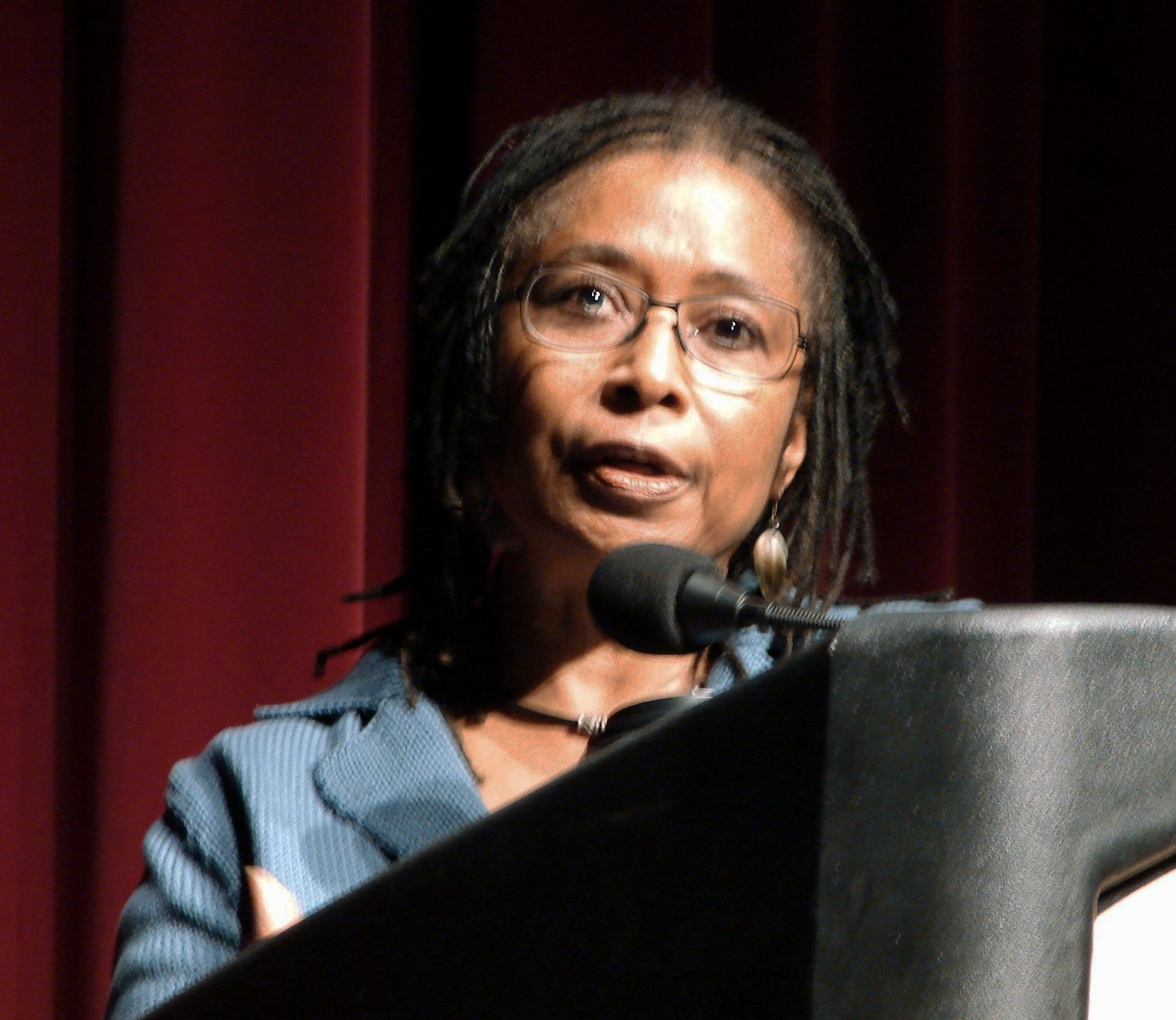
Еліс Вокер (нар. 1944)
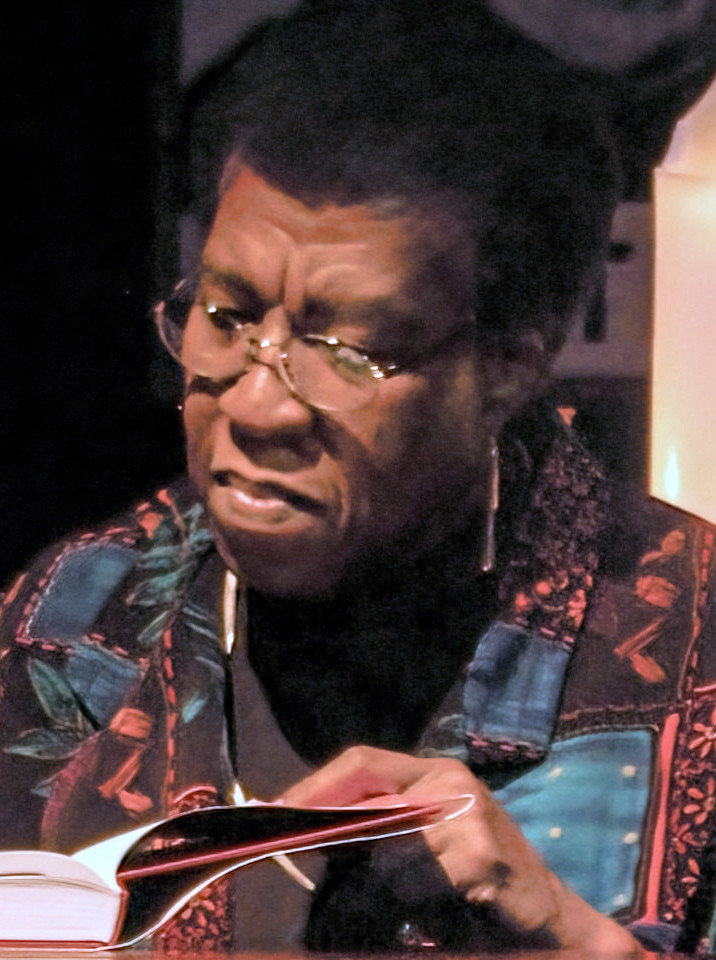
Октавія Батлер (1947-2006)
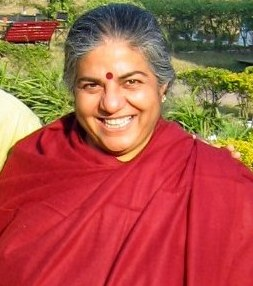
Вандана Шива (нар. 1952)
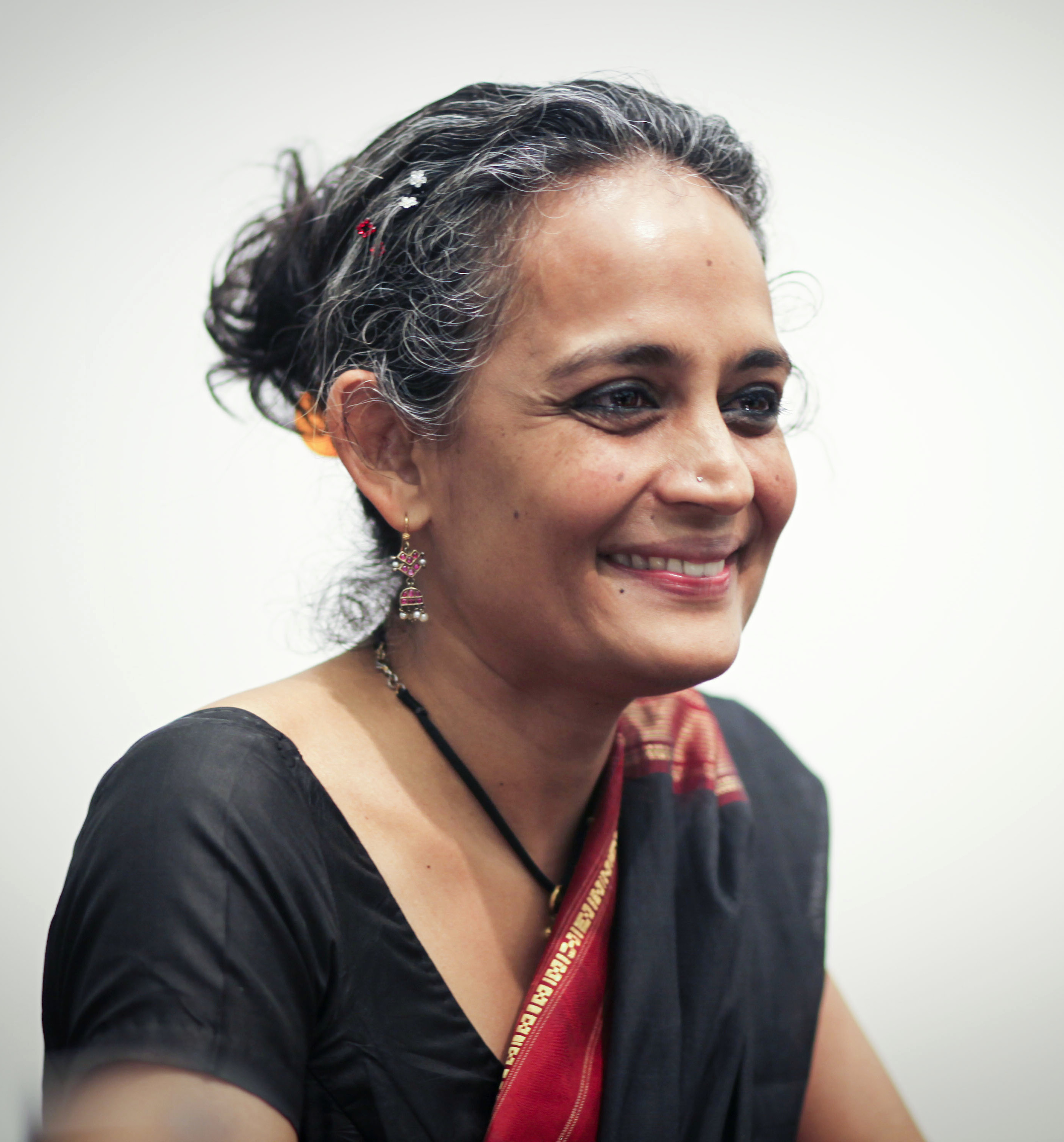
Арундгаті Рой (нар. 1961)

## А— Г
- Керол Дж. Адамс[en]
- Джин Мері Ауел (нар. 1936), американська фантастка та поетка.
- Октавія Батлер (1947—2006), американська фантастка та поетка.
- Меріон Зіммер-Бредлі (1930—1999), американська серійна фандомна феміністська фантастка, авторка лесбійського фентезі, поетка.
- Барбара Вокер[en]
- Еліс Вокер, американська феміністська письменниця, поетка.
- Карен Дж. Воррен[en]
- Ґрета Ґард[en], екофеміністська теоретик, мета-дослідниця
- Донна Гаравей, американська феміністська науковиця
- Шарлотта Перкінс Ґілмен (1860—1935), американська суфражистка, економістка, соціологиня, авторка праць «Жінки та економіка», «Дім», оповідання «Жовті шпалери».
- Челліс Глендіннінг[en], піонерка екопсихології
- Мері Грей[en]
- Сюзан Гріффін[en]

## Д— К
- Мері Дейлі, американська радикальна феміністка, філософиня і теологиня.
- Енні Діллард, американська письменниця.
- Франсуаза д'Обон, французька письменниця-феміністка.
- Барбара Еренрайх, американська імунологиня, діячка демократичного соціалістичного та лівого феміністичного рухів, публіцистка (представниця сучасної викривальної журналістики), екофеміністка.
- Маргарет Етвуд, канадська феміністська письменниця, поетеса, літературна критикиня та екоактивістка, авторка культового екранізованого роману «Оповідь служниці», антиутопії про репродуктивне насильство.
- Кларисса Пінкола Естес, американська юнгіанська психоаналітикиня, нараторка та дослідниця міфів, авторка бестселера «Та, що біжить із вовками. Жіночий архетип у міфах та переказах», а також поезій, аудіотворів.
- Стефані Каза[en]
- Рупі Каур
- Петра Келлі
- Сью Монк Кід[en], екофеміністська поетка.
- Барбара Кінґсолвер, екофеміністська поетка.
- Анна Кінгсфорд

## Л— П
- Вайнона ЛаДюк[en]
- Урсула К. Ле Гуїн (1929—2018), всесвітньо відома американська феміністська фантастка, літературна критикиня і перекладачка, дослідниця питань ґендеру, раси, людяності та екології.
- Джоанна Мейсі
- Вангарі Мута Маатаї
- Марія Міес[en]
- Керолін Мерчант[en]
- Тоні Моррісон (нар. 1937), американська феміністська письменниця та поетеса, порушує питання сексуального насильства проти жінок, особливо чорних, міжпоколінної травми та провини. Лауреатка Нобелівської премії (1993).
- Мері Олівер, екофеміністська поетеса.
- Глорія Фіман Оренштейн[en]
- Джудіт Пласкоу[en]
- Валь Пламвуд[en]
- Керол Пріст

## Р— С
- Арундгаті Рой
- Розмарі Редфорд Рютер
- Арієль Салле
- Керол Лі Санчез[en]
- Нандіні Саху[en], екофеміністська поетка.
- Шарлін Спретнак[en]
- «Зоряний яструб» (Starhawk[en], при народженні Miriam Simos)
- Мерлін Стоун[en]
- Шері Теппер, американська фантастка.

## У— Я
- Анн Уолдман[en]
- Мерлін Ворінґ, новозеландська політична діячка, засновниця феміністської економіки.
- Еліс Фултон[en]
- Елісон Хеджкок[en]
- Вандана Шива, індійська філософиня, екоактивістка, екофеміністка та письменниця.

## Чоловіки, що пишуть на екофеміністські теми
- Дуглас Вакоч[en]
- Кріс Куомо[en]